# Gonomyodes similissimus
Gonomyodes similissimus là một loài ruồi trong họ Limoniidae. Chúng phân bố ở miền Cổ bắc.